# Palazzo Pandolfini

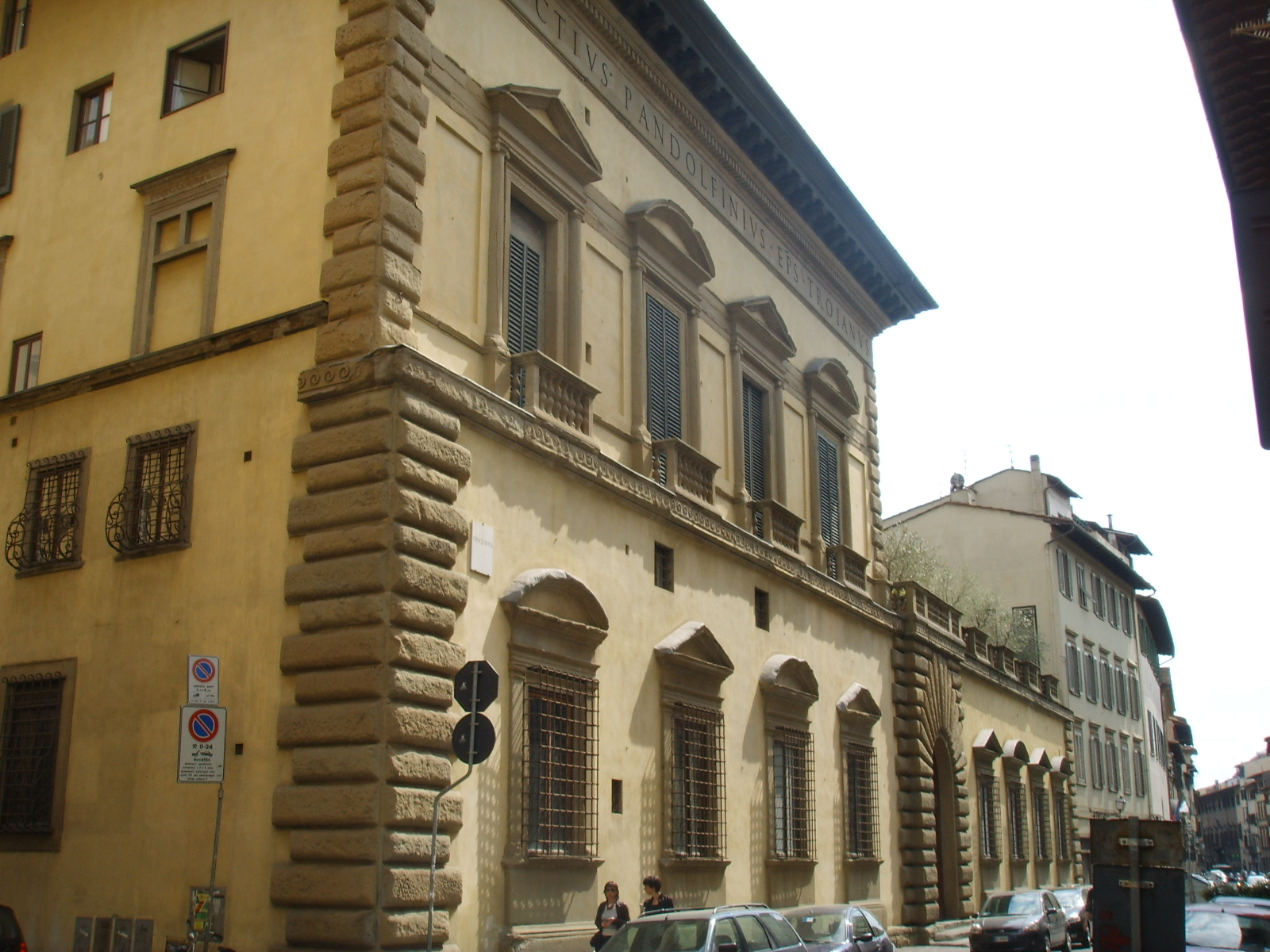
Palazzo Pandolfini

Der  Palazzo Pandolfini ist ein Palast in der florentinischen Via San Gallo 74 im Stil der Spätrenaissance.
Kardinal Niccolò Pandolfini beauftragte zwischen 1513 und 1514 den Baumeister Raffaello Sanzio mit dem Entwurf des Palazzos, dessen Bau im Jahr 1516 begann. Sanzio konnte die Ausführung des Baus jedoch nicht selbst leiten. Diese Aufgabe erfüllte zuerst Giovanni Francesco da Sangallo. Nachdem dieser 1530 verstorben war, wurde der Bau von Bastiano da Sangallo weitergeführt.